# William Byrd
William Byrd (Lincolnshire, Inglaterra, 1543 – Stondon Massey, 4 de julho de 1623) foi um compositor inglês da Renascença. Considerado um dos maiores compositores do Renascimento e um dos maiores compositores britânicos, teve grande influência, tanto da sua Inglaterra natal como do continente. Ele escreveu em muitas das formas correntes na Inglaterra na época, incluindo vários tipos de polifonia sagrada e secular, teclado (a chamada escola virginalista) e música consorte. Embora tenha produzido música sacra para anglicanos serviços religiosos, em algum momento durante a década de 1570 ele se tornou um católico romano e escreveu música sacra católica mais tarde em sua vida.

## Vida
Byrd foi o compositor mais importante da época de William Shakespeare. Seus salmos e motetos, bem como seus madrigais, estão entre as composições mais aclamadas do século XVI. Ele também escreveu obras para órgão e piano.
A partir de 1572, Byrd foi organista da Chapel Royal em Londres, juntamente com Thomas Tallis; após sua morte, ele compôs Ye sagradas musas (uma elegia sobre a morte de Thomas Tallis, 1585). Ele foi um importante compositor da Igreja Católica. Suas composições virginais podem ser encontradas em várias coleções, como o Fitzwilliam Virginal Book e o My Ladye Nevells Booke. Como o músico mais importante do período Tudor, tinha fama de "Palestrina Inglesa". Byrd, junto com Tallis, recebeu o privilégio de monopólio para impressão de partituras da Rainha Elizabeth I da Inglaterra. Ele foi o professor de Thomas Morley e Thomas Tomkins.
A música coral ocupa uma posição central nas cerca de 500 obras de sua obra, a grande maioria das obras são 5 e 6 partes. Byrd compôs motetos, madrigais, cânones, obras para virginal e cordas e muito mais.

## Trabalhos selecionados
- Cantiones quae ab argumento sacrae vocantur, London 1575 (gemeinsam mit Thomas Tallis)
- Songs of sundrie natures, London 1589
- Liber primus Sacrarum cantionum quinque vocum (für fünf Stimmen), London 1589
- Liber secundus Sacrarum cantionum (5-6 stimmig), London 1591
- Gradualia (3-5 stimmig), London 1605
- Gradualia, 2.Buch (4-6 stimmig), London 1607